# Вивес, Хуан Луис
Хуа́н Луи́с Ви́вес (исп. Joan Lluís Vives; 6 марта 1492, Валенсия, — 6 мая 1540, Брюгге) — испанский богослов, философ, гуманист и педагог. "Выдающийся представитель европейского гуманизма XVI века", - как называет его Дж. Мокир.

## Биография
Вивес происходил из еврейской семьи новообращённых христиан, и многие его близкие родственники подверглись преследованиям инквизиции, будучи казнены по обвинению в криптоиудаизме. Видимо, в связи с этим Вивес рано покинул родину. Отсюда и его подчёркнутая ортодоксия в позднем трактате «Защита христианской веры». Он учился в Парижском университете (1509—1512 годы), жил и преподавал в Англии, во Фландрии и принадлежит скорее европейскому гуманистическому движению, чем Испании. Он ведал кафедрой латыни в Лувенском университете, где сблизился с Эразмом Роттердамским.
В Англии, по рекомендации Томаса Мора, Вивес получил кафедру в Оксфорде (1522 год), был чтецом у Екатерины Арагонской, писал педагогические трактаты для Марии Тюдор. Противостоял аннулированию брака Генриха VIII с Екатериной Арагонской. Впал в немилость и вернулся в Брюгге.

## Творчество
Луис Вивес — автор приблизительно 60 работ на латинском языке. Был в дружеских отношениях с Эразмом Роттердамским и Томасом Мором. Выступал против схоластического учения, видел основу познания непосредственно в наблюдении и эксперименте. Он во многом предварил опытный метод Френсиса Бэкона. Вивес проложил новые пути в психологии («О душе и жизни», 1538) и педагогике. В этой работе заложены основы научного понимания эмоций, памяти, языка. Среди множества педагогических идей Вивеса особого внимания достойны трактаты о детском и женском воспитании, размышления о школе взаимного обучения людей разного возраста и пола. Блеском и изяществом отличаются его диалоги для обучения мальчиков латыни.
Основой его философской системы был аристотелизм. Главным вопросом он считал не что есть душа, а — каковы её проявления. Подробно рассмотрел вопрос об ассоциации идей и природе памяти. Труды Вивеса оказали влияние на Яна Амоса Коменского, а также Игнатия Лойолу и его теорию иезуитского воспитания. Дальнейшее развитие идеи Вивеса получили в работах испанского философа-материалиста Х. Уарте.

## Труды
- Opuscula varia (1519), De initiis, sectis et laudibus philosophiae.
- Adversus pseudodialecticos (1520).
- De subventione pauperum. Sive de humanis necessitatibus libri II (1525).
- De Europae dissidis et Republica (1526).
- De concordia et discordia in humano genere (1529).
- De pacificatione (1529).
- Quam misera esset vita chistianorum sub Turca (1529).
- De disciplinis libri XX (1531): De causis corruptarum artium, De tradendis disciplinis and De artibus.
- De conscribendis epistolis (1534).
- De anima et vita (1538).
- De Europeae statu ac tumultibus.
- Introductio ad sapientiam (1524).
- De institutione feminae christianae.